# Байкошкарова, Салтанат Берденовна
Салтанат Берденовна Байкошкарова (род. 6 февраля 1960) — казахстанский репродуктолог-эмбриолог, доктор биологических наук, вице-президент Казахстанской ассоциации репродуктивной медицины, Член Всемирной Ассоциации репродуктивной медицины — World Assosiation of Reproductive Medicine (WARM), член Европейской Ассоциации репродукции человека и эмбриологии, член Российской Ассоциации репродукции человека, Член Национальной комиссии по делам женщин и семейно-демографической политике при Президенте Республики Казахстан.

## Биография
Родилась в 1960 году в Джамбулской области.
В 1983 году окончила биологический факультет Казахского государственного университета.
Профессиональную трудовую деятельность начала в 1988 году врачом-лаборантом в Алматинской городской консультации «Брак и семья». Стажер Московского центра по лечению бесплодия Российско-Американского центра репродукции человека и генетики (1992—1995).
Руководитель Медицинского центра по лечению бесплодия, клиники репродукции человека «Экомед» (с 1995).

## Деятельность в области репродукции и эмбриологии
За более чем 30 летний опыт работы провела 25 000 циклов ЭКО.
В 1995 году организовала Медицинский центр по лечению бесплодия «Экомед», и впервые в Казахстане и Средней Азии внедрила лечение бесплодия методом экстракорпорального оплодотворения (ЭКО). В результате 31 июля 1996 года родился первый казахстанский ребёнок «из пробирки», зачатый в этой лаборатории. В качестве первой лаборатории «Экомед».
Байкошкарова С. Б. является одним из лучших учеников основоположников ЭКО в СССР профессора Здановского В. М. и Леонова Б. В., возглавляющего первую лабораторию ЭКО в СССР и России. Она стажировалась в Российско-Американском Центре репродукции и генетики в г. Адлер, в Московском Центре по лечению бесплодия «ЭКО», Российском Научном Центре акушества, гинекологии перинатологии, а также в Боннской университетской клинике Германии, Тель-Авивской университетской клинике Израиля. По обмену опытом посещала Центр репродукции RAPRUI профессора С. Антинори (Рим, Италия), Университетскую клинику города Ulm (Германия), ряд ведущих германских частных IVF центров городов Бонн и Ульм, Российско-финский центр «Ава-Петер» (Санкт-Петербург).

## Научная деятельность
Байкошкарова С. Б. является членом Европейской Ассоциации репродукции человека и эмбриологии, а также членом Российской Ассоциации репродукции человека, постоянно участвует во всех их конгрессах. Автор более 50 научных работ, она успешно защитила кандидатскую, затем докторскую диссертацию по теме ЭКО впервые в Казахстане. Параллельно она занимается просветительной работой, пишет научно-популярные статьи в журналах и газетах.

## Награды и звания
1. Доктор биологических наук
2. Книга казахстанских рекордов КИНЭС, Первый специалист в области ЭКО и организатор первой лаборатории ЭКО Казахстана (2001)
3. Почетная Грамота Ассоциации врачей и провизоров Республики Казахстан (2003), Почетная Грамота МЗ Республики Казахстан (2006)
4. Почетный знак МЗ Республики Казахстан «Қазақстан Республикасы Денсаулық Сақтау ісінің Үздігі» (2008)
5. Медаль «Алтын Дәрігер» Национальной Медицинской Ассоциации (2010)
6. Орден «Құрмет» (2010)